# De La Soul Is Dead
De La Soul Is Dead é o segundo álbum de estúdio do grupo De La Soul, lançado em 1991. O álbum foi produzido por Prince Paul, que trabalhou em 3 Feet High and Rising, disco que foi louvado por críticos musicais. O álbum foi um dos primeiros a receber o "five mic" na revista "The Source". Também foi selecionado como um dos 100 melhores álbuns de rap de todos os tempos; eleição feita em 1998. O título e a capa do álbum foi uma tentativa do grupo de se distanciar da pecha hippie, adquirida no primeiro álbum.

## O Disco
O primeiro álbum de De La Soul, 3 Feet High and Rising é amplamente considerado pela comunidade hip-hop como um clássico, deixando este, o sucessor, subestimado. A capa do álbum, um vaso quebrado de margaridas, sinaliza o fim da "D.A.I.S.Y. Age". Apesar do fato de claramente não querer ser classificado como hippies, o grupo não quis ser classificado como hardcore. A 13ª faixa do álbum, "Afro Connections at a Hi-5 (In the Eyes of the Hoodlum)", é um ataque irônico direto ao emergente gangsta rap do começo dos anos 90.
O álbum apresenta um série de skits. A introdução do disco apresenta Jeff, um personagem infantil caracterizado por Philly BlackOut, que conhece os lados-B de "Eye Know" e "Me Myself and I": "Brain Washed Follower", "The Mack Daddy on the Left," a rara "Double Huey Skit" (todas presentes na Edição Limitada com CD bônus de 2001 de 3 Feet High and Rising). Em uma paródia dos livros infantis acompanhados de uma mídia musical, Jeff encontra uma fita cassete de um álbum do De La Soul no lixo. Ladrões aparecem, batem em Jeff, e roubam a fita. As skits seguintes mostram estes ladrões criticando as músicas do álbum. Mista Lawnge do Black Sheep faz a voz do antagonista, enquanto P.A. Pasemaster Mase caracteriza o outro ladrão que é ridicularizado por Lawnge por sua dmiração pelo álbum. Durante estas skits, o som do sinal que faz o leitor virar a página é ouvido. No final, eles jogam a fita de volta ao lixo, exclamando "De La Soul is dead." O álbum também apresenta uma rádio ficcional chamada WRMS que só toca músicas do De La Soul.
Em 2008 o álbum foi relançado em vinil. Esta versão não contém as faixas bônus do CD.
| Críticas profissionais                                                      | Críticas profissionais |
| Avaliações da crítica                                                       | Avaliações da crítica  |
| Fonte                                                                       | Avaliação              |
| --------------------------------------------------------------------------- | ---------------------- |
| allmusic                                                                    | [ 3 ]                  |
| RapReviews.com                                                              | [ 4 ]                  |
| Robert Christgau                                                            | (sem nota)             |
| Rolling Stone                                                               | [ 6 ]                  |
| Esta tabela precisa de ser acompanhada por texto em prosa. Consulte o guia. |                        |

## Faixas
1. "Intro"- 2:14
2. "Oodles of O's"- 3:31
3. "Talkin' bout hey Love"- 2:27
4. "Pease Porridge"- 5:02
5. "Skit 1"-:25
6. "Johnny's Dead AKA Vincent Mason (live in BK Lounge)"- 1:57
7. "A Roller Skating Jam Named Saturdays"- 4:03
  - featuring Q-Tip e Vinia Mojica
8. "WRMS' Dedication to the Bitty" -:46
9. "Bitties in the BK Lounge"- 5:40
10. "Skit 2"-:31
11. "My Brother's a Basehead"- 4:20
  - featuring Squirrell e Preacher
12. "Let, Let Me In"- 3:25
13. "Afro Connections at a Hi-5 (In the Eyes of the Hoodlum)"- 4:02
14. "Rap de Rap Show"- 2:19
15. "Millie Pulled a Pistol on Santa/Keepin' the Faith"- 4:10
16. "Who do u Worship?"- 1:59
17. "Skit 3"-:31
18. "Kicked Out the House"- 1:56
19. "Pass the Plugs"- 3:30
20. "Not Over till the Fat Lady Plays the Demo"- 1:29
21. "Ring Ring Ring (Ha Ha Hey)"- 5:06
22. "WRMS: Cat's in Control"-:34
23. "Skit 4"-:12
24. "Shwingalokate"- 4:14
25. "Fanatic of the B-Word"- 4:09
26. "Keepin' the Faith"- 4:45
27. "Skit 5"-:32

## Samples
A lista a seguir mostra as canções e sons sampleados para De La Soul Is Dead.
Intro
- "D.A.I.S.Y. Age" por De La Soul

Oodles of Os
- "Jenifa Taught Me (Derwin's Revenge)" por De La Soul
- "Diamonds on My Windshield" por Tom Waits
- "The Show" por Doug E. Fresh & The Get Fresh Crew
- "Stretchin" por Art Blakey & The Jazz Messengers
- "Funky Drummer" por James Brown
- "Hihache" por Layafette Afro Rock Band

Talkin' Bout Hey, Love
- "Les Oubliettes" por Serge Gainsbourg
- "Hey, Love" por Stevie Wonder
- "Mr. Blue Sky" por Electric Light Orchestra

Pease Porridge Hot
- "Make it Funky" por James Brown
- "God Made Me Funky" por The Headhunters
- "Black-Eyed Susan Brown" por Brother Bones
- "Pease Porridge Hot" por Harrell & Sharon Lucky
- "Finger Fun" por Rhythm & Rhyme

A Roller Skating Jam Named "Saturdays"
- "I Got My Mind Made Up" por Instant Funk
- "Ebony Jam" por Tower of Power
- "Good Times" por Chic
- "Evil Vibrations" por The Mighty Riders
- "Saturday in the Park" por Chicago
- "Grease" por Frankie Valli
- "Light My Fire" por Young-Holt Unlimited

WRMS's Dedication to the Bitty
- "The Breakdown (Pt.2)" by Rufus Thomas
- "In All My Wildest Dreams" by Joe Sample

Bitties in the BK Lounge
- "It's Your Thing" por Lou Donaldson
- "No Frills" por Taana Gardner
- "La Di Da Di" por Slick Rick & Doug E. Fresh
- “Money (Dollar Bill Y'all)" por Jimmy Spicer

My Brother's a Basehead
- "Stick ’Em" por The Fat Boys
- "Game of Love" por The Mindbenders
- "Touch Me" por The Doors
- "La Di Da Di" por Slick Rick & Doug E. Fresh
- "Gangsta Gangsta" por N.W.A.

Let, Let Me In
- “Three Little Pigs” por Houghton-Mifflin
- "Twine Time" por Alvin Cash & The Crawlers
- "Tramp" por Lowell Fulson
- "At My Front Door" por The El Dorados
- "I'll Be Doggone" por Instant Funk
- "Kojak Book and Record Set"

Afro Connections At A Hi 5 (In the Eyes Of A Hoodlum)
- "And That's Saying a Lot" por Chuck Jackson
- "For Goodness Sakes, Look at Those Cakes" por James Brown
- "Bust That Groove" por Stetsasonic

Millie Pulled a Pistol on Santa
- "Synthetic Substitution" por Melvin Bliss
- "I'll Stay" and "Mommy, What's a Funkadelic?" por Funkadelic
- "I’ll Wait" por P-Funk
- "On The Run" por Jungle Brothers

Kicked out the House
- "La Di Da Di" por Slick Rick & Doug E. Fresh

Pass The Plugs
- "Oops, Here I Go Again" by Edna Wright
- "Pass the Peas por The J.B.’s
- "Description" por De La Soul

Not Over Till the Fat Lady Plays the Demo
- "En Melody" por Serge Gainsbourg
- Ring Ring Ring (Ha Ha Hey) por De La Soul
- "Mr. Cab Driver" por Lenny Kravitz
- "La Di Da Di" por Slick Rick & Doug E. Fresh
- "Please Listen To My Demo" por EPMD

Ring Ring Ring (Ha Ha Hey)
- "Name And Number" por Curiosity Killed The Cat
- "Pass the Peas" por The J.B.'s
- "Help is on the Way" por The Whatnauts
- "Impeach the President" por the Honey Drippers

Shwingalokate
- "Mr. Groove" by One Way
- "Flash Light" por Parliament
- "Bust That Groove" por Stetsasonic
- "Placebo Syndrome" por Parliament

Fanatic of the B-Word
- "Freedom" por Grandmaster Flash & the Furious Five
- "Get Out of My Life Woman" por Lee Dorsey

Keepin' the Faith
- "Just a Touch Of Love" por Slave (linha de baixo)
- "Sign of the Times" por Bob James (intro teclados)
- "Could You be Loved" por Bob Marley (riff de guitarra)
- "The Champ" por The Mohawks (vocais: "Champ!")
- "Walk This Way" por Aerosmith (bateria)
- "Johnny the Fox Meets Jimmy the Weed" por Thin Lizzy (vocais: "Johnny the fox!")

## Singles
| Informação |
| --- |
| "A Roller Skating Jam Named "Saturdays" - Lançado: 1991 - Lado-B: "What You Life Can Truly Be", "Who's Skatin' Promo" |
| "Ring Ring Ring (Ha Ha Hey)" - Lançado: 1991 - Lado-B: "Afro Connections at a Hi 5 (In the Eyes of the Hoodlum)"      |
| "Millie Pulled a Pistol on Santa/Keepin' the Faith" - Lançado: 1991 - Lado-B: -                                       |